# 아르테미시온

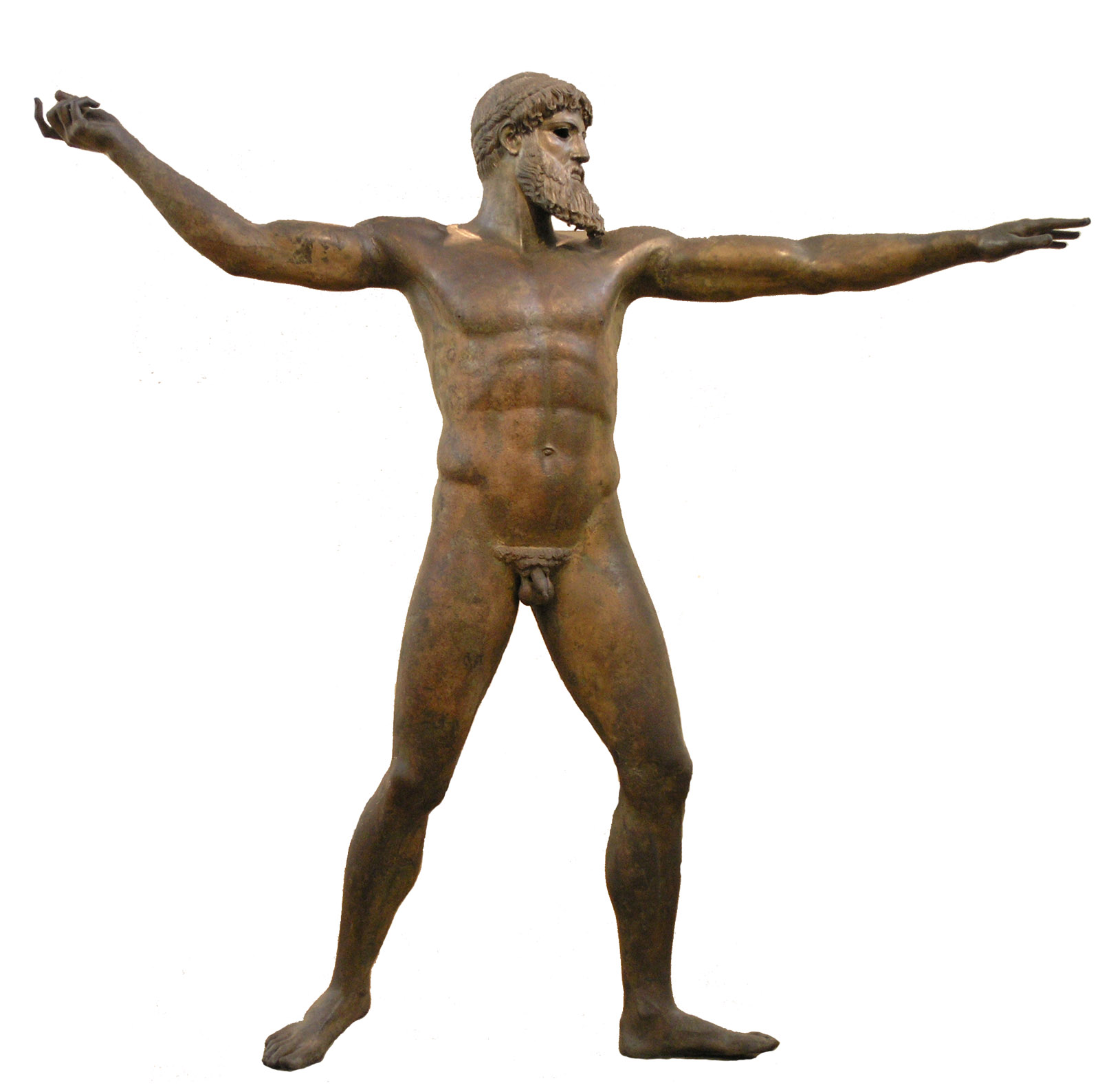
아르테미시온 청동상, (아테네 국립 고고학 박물관)

아르테미시온(Artemisium, 고대 그리스어: Ἀρτεμίσιον)은 그리스 에비아 북부에 있는 지명 중 하나로 그리스-페르시아 전쟁이 일어났던 주요 지명 중 하나이다. 아르테미시온 청동상이라고 불리는 전설적인 속이 빈 제우스(또는 포세이돈)의 주조 청동상이 곶 부근의 침몰선에서 아레테미시온의 기수상과 함께 발견되었다.

기원전 480년, 페르시아의 제2차 그리스 침공에서 3일 밤낮의 연속 교전이 있었던 아르테미시온 해전이 여기서 일어났고, 동시에 육지에서는 유명한 테르모필레 전투가 일어났다.

## 같이 보기
- 아르테미스 신전
- Artemisio (Αρτεμίσιο) : 그리스 에비아에 있는 도시